# Ondervindend voorwerp
Het ondervindend voorwerp is een zinsdeel dat in de Nederlandse taal (en ook in andere talen) aangeeft wie de uitgedrukte handeling ondervindt. Deze ondervinding kan positief, negatief of neutraal zijn. Het ondervindend voorwerp wordt traditioneel beschouwd als een van de vormen van het indirect object, omdat het wel een soort object is, maar dan geen direct object, dat wil zeggen geen zelfstandigheid waarop de door het werkwoord uitgedrukte handeling of werking rechtstreeks is gericht. Er zijn echter belangrijke verschillen met het meewerkend voorwerp. Het ondervindend voorwerp kan in semantisch opzicht eerder vergeleken worden met een lijdend voorwerp (zie onder).

## Categorieën

### Werkwoorden van ervaring en gevoel
- Het spijt moeder erg dat je er ook zo over denkt.
- Het verheugt me erg dat je er ook zo over denkt.
- Het voorval verbaasde de meesten van ons nogal.

### Werkwoorden van gebeurtenis
- Niemand van hen is dat gebeurd.
- Hoe doe je dat toch? Mij mislukt het steeds.

### Bij bepaling van graad
- Die reis duurt grootmoeder op haar leeftijd te lang.
- Hij praat mij te hard; doof word ik ervan.

## Elementen
Het ondervindend voorwerp kan worden uitgedrukt door een zelfstandig naamwoord:
- Dat beviel die jongen zeker wel.

door een zelfstandignaamwoordgroep:
- Dat beviel die jongen en zijn kornuiten zeker wel.

door een voornaamwoord (niet wederkerend of wederkerig) dat dan in de zogenaamde casus obliquus of voorwerpsvorm verschijnt:
- Het verbaasde mij helemaal niet.

of door een voornaamwoordgroep:
- Het was mij en mijn bondgenoten geen bloedige strijd, met alle risico's van dien, waard.

## Verschil met andere bepalingen
De functie van het ondervindend voorwerp lijkt op die van het lijdend voorwerp, maar is dat niet. Een bedrijvende zin met een lijdend voorwerp kan altijd worden omgezet in een zin in de lijdende vorm:
- De collega's verblijdden hem met een vorstelijk afscheidsgeschenk.
Hij werd door de collega's verblijd met een vorstelijk afscheidsgeschenk.

Bij een zin met ondervindend voorwerp is dat niet mogelijk:
- Het verheugt me dat je er ook zo over denkt.
Ik word erdoor verheugd dat je er ook zo over denkt.

Evenmin is het ondervindend voorwerp een meewerkend voorwerp, noch een voorzetselvoorwerp. Het kan namelijk niet met een voorzetsel beginnen. Een voorzetselvoorwerp begint daar per definitie mee, bij een meewerkend voorwerp is het mogelijk:
- We gaven de jubilaris een afscheidsgeschenk.
We gaven een afscheidsgeschenk aan de jubilaris.
We kochten de jubilaris een afscheidsgeschenk. (minder gebruikelijk)
We kochten een afscheidsgeschenk voor de jubilaris.

Bij een zin met ondervindend voorwerp is dat niet mogelijk:
- Het voorval verbaasde aan / met / voor de meesten van ons nogal.

### Rolverdeling rond het werkwoord
Een ander verschil met het meewerkend voorwerp is, dat dit laatste tezamen met een lijdend voorwerp (en dus bij overgankelijke werkwoorden) kan voorkomen. Het meewerkend voorwerp is daar binnen de 
rolverdeling of thematische relaties rond het werkwoord geen concurrent van, maar vervult een andere rol. Het ondervindend voorwerp echter verdraagt geen lijdend voorwerp naast zich. Het vervult een vergelijkbare rol als een lijdend voorwerp, maar dan in hoofdzaak bij bepaalde klassen van onovergankelijke werkwoorden, die per definitie geen lijdend voorwerp krijgen.
Als een ondervindend voorwerp gebruikt wordt in een zin met een (semi-) onpersoonlijke constructie, wordt het wel als het 'psychologisch onderwerp' beschouwd:
- Het spijt moeder erg dat je er ook zo over denkt.
- Het verheugt me erg dat je er ook zo over denkt.

Deze omstandigheid kan ertoe bijdragen dat het ondervindend onderwerp in de schoolgrammatica tot de lastige zinsdelen wordt gerekend. In de moderne taalkunde onderscheidt men semantische rollen of thematische relaties. Het ondervindend voorwerp wordt dan als experiencer beschouwd.
onderwerp · gezegde · persoonsvorm · zinskern · lijdend voorwerp · meewerkend voorwerp · belanghebbend voorwerp · voorzetselvoorwerp · handelend voorwerp · ondervindend voorwerp · oorzakelijk voorwerp · bepaling van gesteldheid · bijwoordelijke bepaling · bijvoeglijke bepaling